# Валріко (Флорида)
Валріко () — переписна місцевість (CDP) в США, в окрузі Гіллсборо штату Флорида. Населення — .

## Географія
Валріко розташоване за координатами 27°55′9″ пн. ш. 82°13′53″ зх. д. / 27.91917° пн. ш. 82.23139° зх. д. (27.919207, -82.231262).  За даними Бюро перепису населення США в 2010 році переписна місцевість мала площу 36,83 км², з яких 35,76 км² — суходіл та 1,08 км² — водойми.

## Демографія
Згідно з переписом 2010 року, у переписній місцевості мешкало 35 545 осіб у 12 667 домогосподарствах у складі 9964 родин. Густота населення становила 965 осіб/км².  Було 13668 помешкань (371/км²).
Расовий склад населення:
| - 81,4 % — білих - 8,7 % — чорних або афроамериканців - 3,9 % — азіатів - 0,3 % — корінних американців - 0,1 % — вихідців з тихоокеанських островів - 2,8 % — осіб інших рас |

До двох чи більше рас належало 2,8 %. Частка іспаномовних становила 16,3 % від усіх жителів.
За віковим діапазоном населення розподілялося таким чином: 26,0 % — особи молодші 18 років, 61,5 % — особи у віці 18—64 років, 12,5 % — особи у віці 65 років та старші. Медіана віку мешканця становила 40,2 року. На 100 осіб жіночої статі у переписній місцевості припадало 93,9 чоловіків;  на 100 жінок у віці від 18 років та старших — 90,3 чоловіків також старших 18 років.
Середній дохід на одне домашнє господарство  становив 88 116 доларів США (медіана — 70 732), а середній дохід на одну сім'ю — 100 071 долар (медіана — 81 550). Медіана доходів становила 57 067 доларів для чоловіків та 43 168 доларів для жінок. За межею бідності перебувало 8,7 % осіб, у тому числі 13,5 % дітей у віці до 18 років та 5,6 % осіб у віці 65 років та старших.
Цивільне працевлаштоване населення становило 16 907 осіб. Основні галузі зайнятості: освіта, охорона здоров'я та соціальна допомога — 25,0 %, науковці, спеціалісти, менеджери — 13,1 %, роздрібна торгівля — 11,6 %, фінанси, страхування та нерухомість — 10,9 %.